# Acontia cratina
Acontia cratina är en fjärilsart som beskrevs av Druce 1889. Acontia cratina ingår i släktet Acontia och familjen nattflyn. Inga underarter finns listade i Catalogue of Life.